# American Scientist
American Scientist este o revistă americană de știință publicată odată la două luni. Revista a fost înființată în anul 1913 de Sigma Xi - Scientific Research Society. În anul 2005, revista a avut un tiraj de 82.905 de exemplare.